# Interféromètre atomique
Un interféromètre atomique est un interféromètre qui utilise le caractère ondulatoire des atomes. Semblables dans leur principe aux interféromètres optiques, les interféromètres atomiques mesurent la différence de phase entre les ondes de matière atomique le long de différents trajets.
Les interféromètres atomiques ont de nombreuses utilisations en physique fondamentale, notamment les mesures de la constante gravitationnelle, de la constante de structure fine, de l'universalité de la chute libre, et ont été proposés comme méthode de détection des ondes gravitationnelles.
Ils peuvent être utilisés comme accéléromètres, capteurs de rotation et gradiomètres de gravité, permettant - par leur grande précision - de potentiellement remplacer le GPS pour certains types de navigation.
Ils peuvent également permettre de détecter des structures souterraines - par leur influence sur la gravitation - ou des mouvements dans ces structures comme des mouvements de magma permettant de prévoir les éruptions volcaniques.

## Principe général
L'interférométrie divise une onde en deux chemins ou plus, puis recombine les ondes après interaction de ces chemins. L'interféromètre atomique utilise des ondes de matière avec une courte longueur d'onde de Broglie,. Certaines expériences utilisent même maintenant des molécules pour obtenir des longueurs d'onde de Broglie encore plus courtes et pour rechercher les limites de la mécanique quantique. Dans de nombreuses expériences avec des atomes, les rôles de la matière et de la lumière sont inversés par rapport aux interféromètres à base de laser, c'est-à-dire que le séparateur de faisceau et les miroirs sont des lasers tandis que la source émet à la place des ondes de matière (les atomes).

## Types d'interféromètre

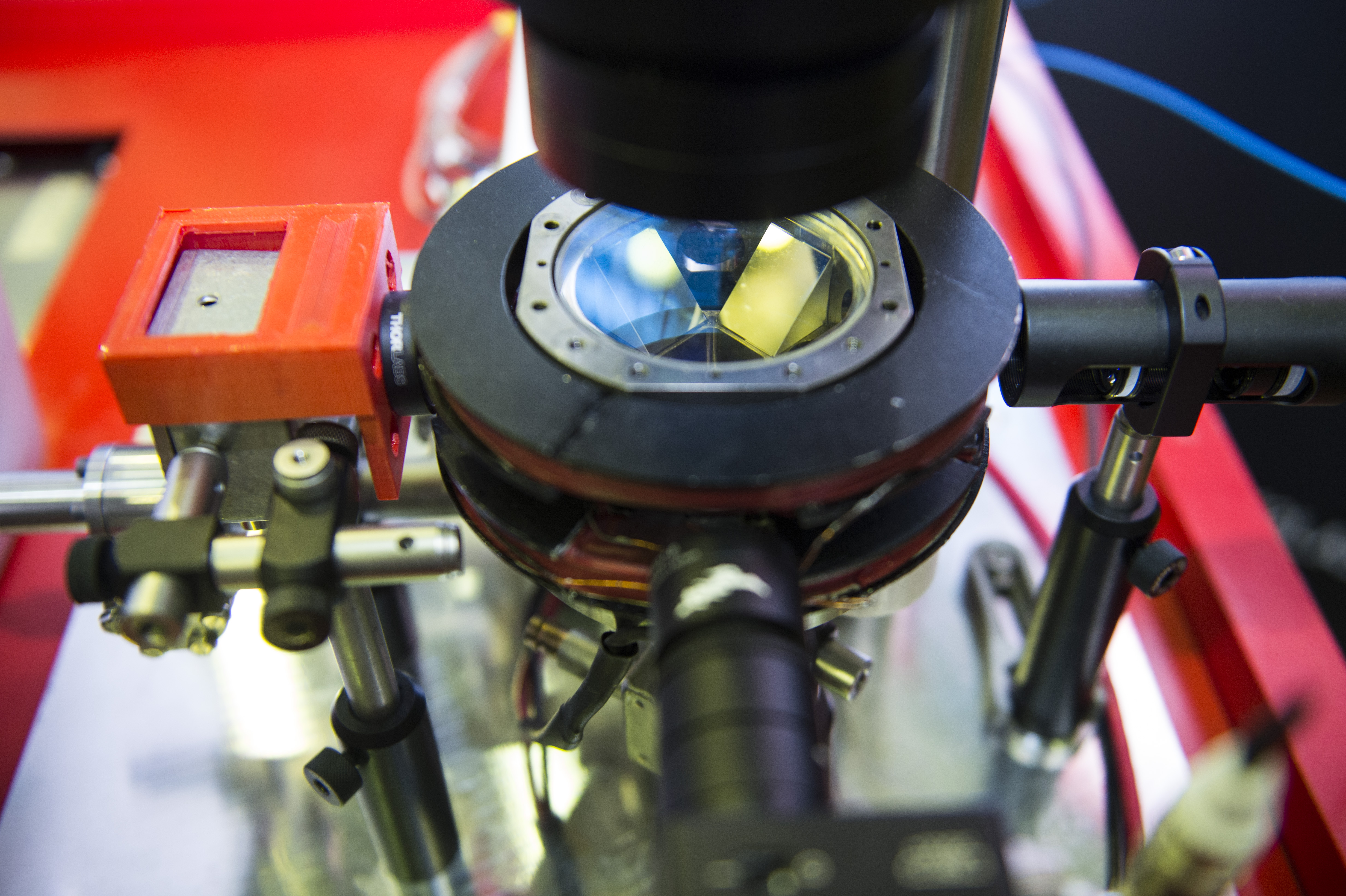
Un Piège Magnéto-optique compact, première étape dans la génération d'un interféromètre atomique.

L'utilisation d'atomes offre un accès à des fréquences (et donc des précisions) beaucoup plus élevées que la lumière, mais les atomes sont beaucoup plus fortement affectés par la gravité. Dans certains appareils, les atomes sont éjectés vers le haut et l'interférométrie a lieu pendant que les atomes sont en vol, ou en tombant en chute libre.
Dans d'autres expériences, les effets gravitationnels de l'accélération libre ne sont pas annulés ; des forces supplémentaires sont utilisées pour compenser la gravité. Ces systèmes guidés peuvent en principe fournir des quantités arbitraires de temps de mesure, mais leur cohérence quantique est encore sujet à discussion. Des études théoriques récentes indiquent que la cohérence est bien préservée dans les systèmes guidés, mais cela reste à confirmer expérimentalement.
Les premiers interféromètres atomiques employaient des fentes ou des fils comme séparateurs de faisceau et comme miroirs. Les systèmes ultérieurs, en particulier ceux guidés, utilisent des forces lumineuses pour diviser et réfléchir l'onde de matière.

### Interféromètres à chute libre
Dans ce type d'interféromètre, orienté vers la mesure des champs gravitationnels, on utilise une interférence d'un atome avec lui-même. Une impulsion laser particulière permet de le placer dans un état de superposition « atome excité » et « atome non excité » (atome ayant absorbé un photon du laser, et atome ne l'ayant pas absorbé). L'atome excité subit une impulsion et tombe plus rapidement, et les deux parties de la fonction d'onde globale se séparent dans l'espace.
Mais si elles restaient séparées, elles seraient incapable de se recombiner et interférer. Une seconde impulsion inverse la fonction d'onde, l'excitée devenant non excitée et inversement. Les deux parties se rejoignent dans l'espace. Une troisième impulsion permet de provoquer et « lire » l'interférence, qui donne des informations d'une grande précision sur l'intensité du champ gravitationnel.

## Histoire
L'interférence d'ondes de matière a été observée pour la première fois par Immanuel Estermann et Otto Stern en 1930, lorsqu'un faisceau de sodium (Na) a été diffracté sur une surface de chlorure de sodium (NaCl).
Le premier interféromètre atomique moderne connu était une expérience à double fente avec des atomes d'hélium métastables et une double fente microfabriquée par O. Carnal et Jürgen Mlynek en 1991, et un interféromètre utilisant trois réseaux de diffraction microfabriqués par le groupe de David E. Pritchard au Massachusetts Institute of Technology (MIT).
Peu de temps après, une version optique d'un spectromètre Ramsey généralement utilisé dans les horloges atomiques a également obtenu des interférences atomiques au Physikalisch-Technische Bundesanstalt (PTB) à Braunschweig, en Allemagne.
En 1999, la diffraction des fullerènes C 60 par des chercheurs de l'Université de Vienne a été obtenue. Les fullerènes sont des objets relativement grands et massifs, ayant une masse atomique d'environ 720 u . La longueur d'onde de Broglie du faisceau incident était d'environ 2,5 pm, alors que le diamètre de la molécule est d'environ 1 nm, environ 400 fois plus grand.
En 2003, le groupe de Vienne a également démontré la nature ondulatoire de la tétraphénylporphyrine - un biocolorant plat avec une taille d'environ 2 nm et une masse de 614 tu. Pour cette démonstration, ils ont utilisé un interféromètre Talbot Lau en champ proche,. Dans le même interféromètre, ils ont également trouvé des franges d'interférence pour C 60 F 48, un buckminsterfullerène fluoré d'une masse d'environ 1600 u, composé de 108 atomes. Les grosses molécules sont déjà si complexes qu'elles donnent un accès expérimental à certains aspects de l'interface quantique-classique, c'est-à-dire à certains mécanismes de décohérence,. En 2013, l'interférence des molécules au-delà de 10 000 u a été obtenue.
Une compte-rendu complet de 2008 par Alexander D. Cronin, Jörg Schmiedmayer et David E. Pritchard documente de nombreuses approches expérimentales nouvelles pour l'interférométrie atomique. Plus récemment, les interféromètres atomiques ont commencé à sortir des conditions de laboratoire et ont commencé à aborder une variété d'applications dans des environnements réels.

## Applications

### Physique gravitationnelle
En 2020, Peter Asenbaum, Chris Overstreet, Minjeong Kim, Joseph Curti et Mark A. Kasevich ont utilisé l'interférométrie atomique pour tester le principe d'équivalence en relativité générale. Ils n'ont trouvé aucune violation à une précision d'environ 10 -12.

### Navigation inertielle
La première équipe à fabriquer un modèle fonctionnel, celle de Pritchard, a été dirigée par David Keith. Les gyroscopes à interféromètre atomique (AIG) et les gyroscopes à spin atomique (ASG) utilisent un interféromètre atomique pour détecter la rotation ou, dans ce dernier cas, utilisent le spin atomique pour détecter la rotation. Les deux dispositifs ont une taille compacte, une haute précision et la possibilité d'être fabriqués sur une puce,.
Les « gyroscopes IA » pourraient concurrencer, avec les ASG, le gyrolaser, le gyromètre à fibre optique et le gyroscope à résonateur hémisphérique dans de futures applications de guidage inertiel, pouvant remplacer le GPS dans le cas où il est brouillé ou inaccessible comme pour les sous-marins.

### Détection des éruptions volcaniques et de cavités souterraines
Un interféromètre atomique, aux atomes de rubidium, a été installé au sommet de l'Etna qui permet d'estimer l'attraction gravitationnelle au milliardième près. Les mouvements de magma provoquent des variations de cette ampleur et ils peuvent donc être surveillés de cette façon.
De même il est possible d'imaginer de les utiliser pour la prospection minière, ou archéologique.